# John Henry (folklore)

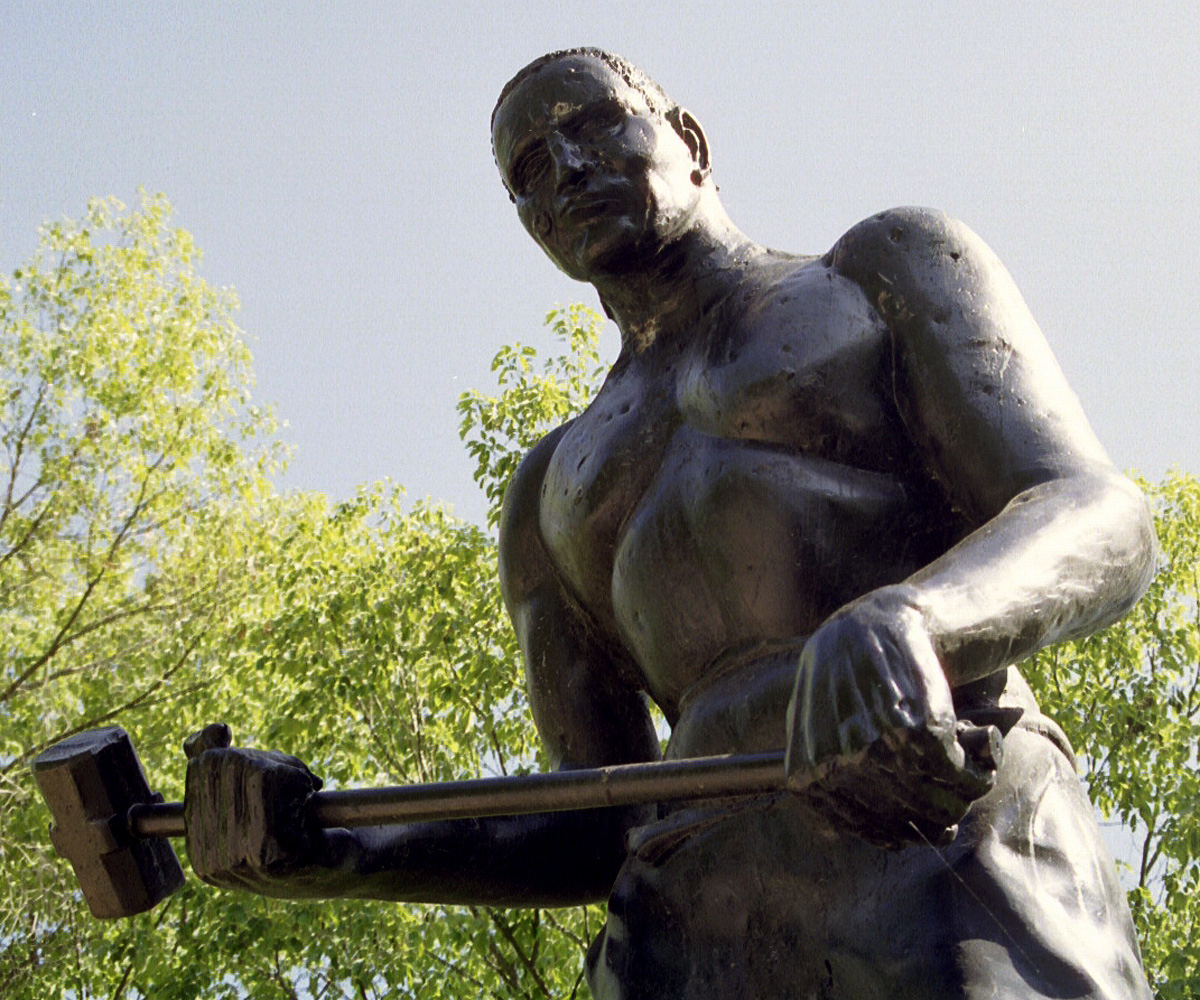
Staty över John Henry i Summers County, West Virginia.

John Henry är en legendarisk folkhjälte i amerikansk folklore.

## Bakgrund
Enligt vandringssägnen hände berättelsen om John Henry under 1800-talet, då järnvägssystemet byggdes ut i USA. För att det skulle vara möjligt att bygga järnvägen så behövdes det arbetare som kunde ta bort naturliga hinder i vägen. Med stora hammare slog de in spett eller särskilda borrar i väldiga stenar (verktyget är olika i olika versioner av berättelsen ) för att sedan placera sprängmedel där och spränga bort hindret från järnvägens väg. 

## Sägnen
John Henry var en av arbetarna. Han beskrevs som att vara en 182 cm lång svart man som vägde 90 kg, vilket ansågs vara mycket stort under den tiden. Han var den största arbetaren – med störst aptit och störst muskler. Han var även duktigast inom arbetet. I flera av berättelsens versioner beskrivs det att John Henry kom från North Carolina eller Virginia. Han var en friad slav som kom i kontakt och anställdes till arbetet med järnvägen efter att ha åkt till de södra staterna för att hjälpa till med uppbyggnaden av staterna efter det amerikanska inbördeskriget. John Henry jobbade för företaget C&O Railroads, ett välbärgat företag som byggde järnväg från Chesapeake Bay till Ohio Valley.
Arbetet med att bygga järnvägen flöt på bra tills C&O Railroad nådde Big Bend Mountain, ett berg som var drygt 2 km brett. Berget är troligtvis det som idag kallas Chisos Mountains och ligger i nationalparken Big Bend i staten Texas. Chisos Mountains är vid den högsta toppen drygt 2 km höga och är nu för tiden ett populärt turistresemål att åka till för att vandra . När John Henry och de andra arbetarna på C&O Railroads kom fram till bergen blev de tillsagda att borra sig igenom det massiva berget. 1.000 man jobbade i tre år för att borra sig igenom berget. John Henry, som förblev en av de duktigaste arbetarna, kunde borra mellan 3 och 6 meter fram under en 12 timmars arbetsdag. Många arbetare gick under på grund av de hårda arbetsförhållandena och den tuffa miljön inne i berget.  
En dag kom en försäljare till arbetsplatsen. Han ville sälja ångdrivna borrar till C&O Railroads . De ångdrivna borrarna skulle innebära slutet på arbete för många män i berget, då maskinen skulle ta över deras välbehövda jobb . För att få ha kvar sitt arbete så upprättades det en tävling mellan den starkaste arbetaren, John Henry och den ångdrivna maskinen. Tävlingen gick ut på att de skulle se vem som kunde borra igenom mest berg under en bestämd tid . Var själva tävlingen ägde rum varierar i olika versioner av sägnen. Vissa menar att tävlingen inte skedde i Big Bend mountain utan på en annan plats så som i Lewis-tunneln i Virginia, i Coosa Mountains-tunneln i Alabama, eller i Oak Mountain-tunneln som låg vid Columbus och Western-järnvägen . Oavsett var tävlingen ägde rum så är dock resultatet i de olika berättelserna alltid detsamma - John Henry vann mot maskinen. Han lyckades borra 4,2 meter in i berget medan maskinen borrade 2,7 meter .
Kort efter tävlingen dog John Henry. Det berättas att han antingen dog av utmattning eller av en stroke.

## Spridning
Berättelsen om John Henry har spridits på många olika vis. Till exempel finns det flera sånger som John Henry. Dessa sånger har bland annat sjungits i fängelser, särskilt i segregerade fängelser för svarta individer, runt om i USA. Idag går inspelningar att hitta från långt tillbaka i historien. Dessa är kvarlevor som förklarar hur den amerikanska befolkningen upplevde sig själva, sin position, sin klassamhörighet och sin omgivning under den tiden.
Det har även gjorts en tecknad barnfilm om John Henry av Disney. Filmen som kom ut år 2000 är skriven av Shirley Pierce och regisserad av Mark Henn. I filmen återberättas historien om John Henry av hans fru Polly som för vidare historien om varför John Henry var en storslagen man till deras son..